# SPC Vision
 (février 2014).
Pour les articles homonymes, voir SPC.
SPC Vision est un logiciel de maîtrise statistique des procédés (en anglais Statistical Process Control, SPC) et de management de la mesure à l'échelle de l'entreprise.
Ce logiciel SPC est développé par la société Infodream depuis 1995. Il est le fruit d’une collaboration avec des industriels, notamment Faurecia, Valeo, Thales, Airbus, Eurocopter et plusieurs entités du groupe Safran (SNECMA, Aircelle, Microturbo, Techspace Aero...). Infodream est une entreprise européenne, basée à Aix-les-Bains (France) et Cardiff (Royaume-Uni). 
SPC Vision est un logiciel pour Windows du type client-serveur avec une centralisation des configurations, mesures et traçabilités sur base de données du type Oracle ou SQL Server.
Ses principales fonctionnalités sont :
- Tous types d’acquisition de mesures ;
- Cartes de contrôle multi-lois (loi normale, défaut de forme, unilatérale,  Loi de Rayleigh) ;
- Alarmes en temps réel ;
- Analyse statistiques multi-normes (Ford, QS9000, ISO/TS 16949, AFNOR) ;
- Datamining et reporting global sur la qualité en production.
- Module Contrôle Réception complet développé en collaboration avec des horlogers Suisses.

Le logiciel SPC Vision est également conforme aux normes Code des règlements fédéraux, titre 21, partie 11 (en) pour les secteurs du médical et de l’agro-alimentaire et EN9100 pour le secteur aéronautique et spatial.
Depuis 2010, SPC Vision intègre également les derniers travaux de Maurice Pillet concernant le tolérancement inertiel et le pilotage matriciel (algorithme permettant de calculer les correcteurs outils à transférer aux commandes numériques des centres d'usinage à partir des mesures effectuées).
Le module Contrôle Réception (normes ISO2859 et ISO3951) a été redéveloppé à partir de 2011 et a donné lieu à une version CTRL Vision. Des évolutions ergonomiques (histogrammes de fréquence dynamique lors de la saisie) et statistiques (plans d'échantillonnage progressif) ont été intégrées.